# Unity Village (Guyana)
Pour les articles homonymes, voir Unity Village.
Unity Village est un village du Guyana de la région du Demerara-Mahaica.

## Géographie
Il est situé à l'est du fleuve Demerara.

## Personnalités
Dans ce village sont nés:
- Bharrat Jagdeo, 7e président de la république coopérative du Guyana.
- Shivnarine Chanderpaul, joueur de cricket guyanien international au sein de l'équipe des Indes occidentales de cricket.